# Troféu Roquette Pinto
O Troféu Roquette Pinto é um prêmio extinto, entregue aos melhores profissionais do rádio e da televisão brasileira. Foi idealizado pelo apresentador, locutor e produtor de televisão Blota Júnior.
O nome da premiação é uma homenagem a Edgar Roquette-Pinto, considerado o "pai da radiodifusão do Brasil". O troféu, entregue aos vencedores, era representado por um papagaio comunicando-se por um microfone.

## História
Criado em 1950, inicialmente destinado aos destaques das rádios de São Paulo, é a mais antiga premiação da televisão brasileira, passando a ser entregue a partir de 1952. A premiação teve ao todo 26 edições.
A primeira entrega do prêmio aos profissionais de televisão ocorreu no dia 16 de dezembro de 1952, sob organização da Associação dos Cronistas Radiofônicos do Estado de São Paulo (ACRESP). Todos os premiados eram ligados à TV Tupi, até então a única emissora de São Paulo, foram eles: Dionísio Azevedo (Melhor Produtor de TV), Cassiano Gabus Mendes (Melhor Diretor de TV), Lima Duarte (Melhor Ator), Lia de Aguiar (Melhor Atriz), Walter Stuart (Prêmio Especial), Francisco Alves (Prêmio Saudade) e Edgar Roquette-Pinto (Menção Honrosa).
A entrega do prêmio passou a ser exibida ao vivo pela TV Record e TV Paulista. Em 1960, foi instituída a "Galeria de Ouro" do Troféu Roquette Pinto, destinada aos profissionais que obtivessem 6 premiações, incluindo rádio e televisão. Ao entrar na "Galeria", o profissional não poderia mais concorrer nos anos seguintes, sendo considerado hours concours. Entretanto, esta regra foi extinta em 1967.
Em 1968, o Ministério da Educação e Cultura também criou um Prêmio Roquette Pinto, destinado aos melhores roteiros cinematográficos do Brasil. O valor inicial do prêmio correspondia a cinco mil cruzeiros novos (NCr$ 5.000,00).
Em 1971, a TV Record decidiu suspender a premiação, voltando a realizá-la somente em 1978. Desta vez, além da rádio e da televisão, o prêmio passou a ser entregue também aos profissionais da indústria, da publicidade e da educação. A última edição do Troféu Roquette Pinto foi realizada no ano de 1982. 
A TV Record é a atual detentora dos direitos sobre o prêmio. 